# Tranquility (Nodo 3)
Tranquility, también conocido como Nodo 3, es un módulo de la Estación Espacial Internacional (ISS). Contiene sistemas de control ambiental, sistemas de soporte vital, un baño, equipamiento de ejercicio y una cúpula de observación.
La Agencia Espacial Europea (ESA) y la Agencia Espacial Italiana (ASI) contrataron a Thales Alenia Space la construcción del Tranquility. En una ceremonia el 20 de noviembre de 2009 se transfirieron los derechos sobre el módulo a la NASA. El 8 de febrero de 2010, la NASA lanzó el módulo en la misión STS-130.

## Diseño y fabricación

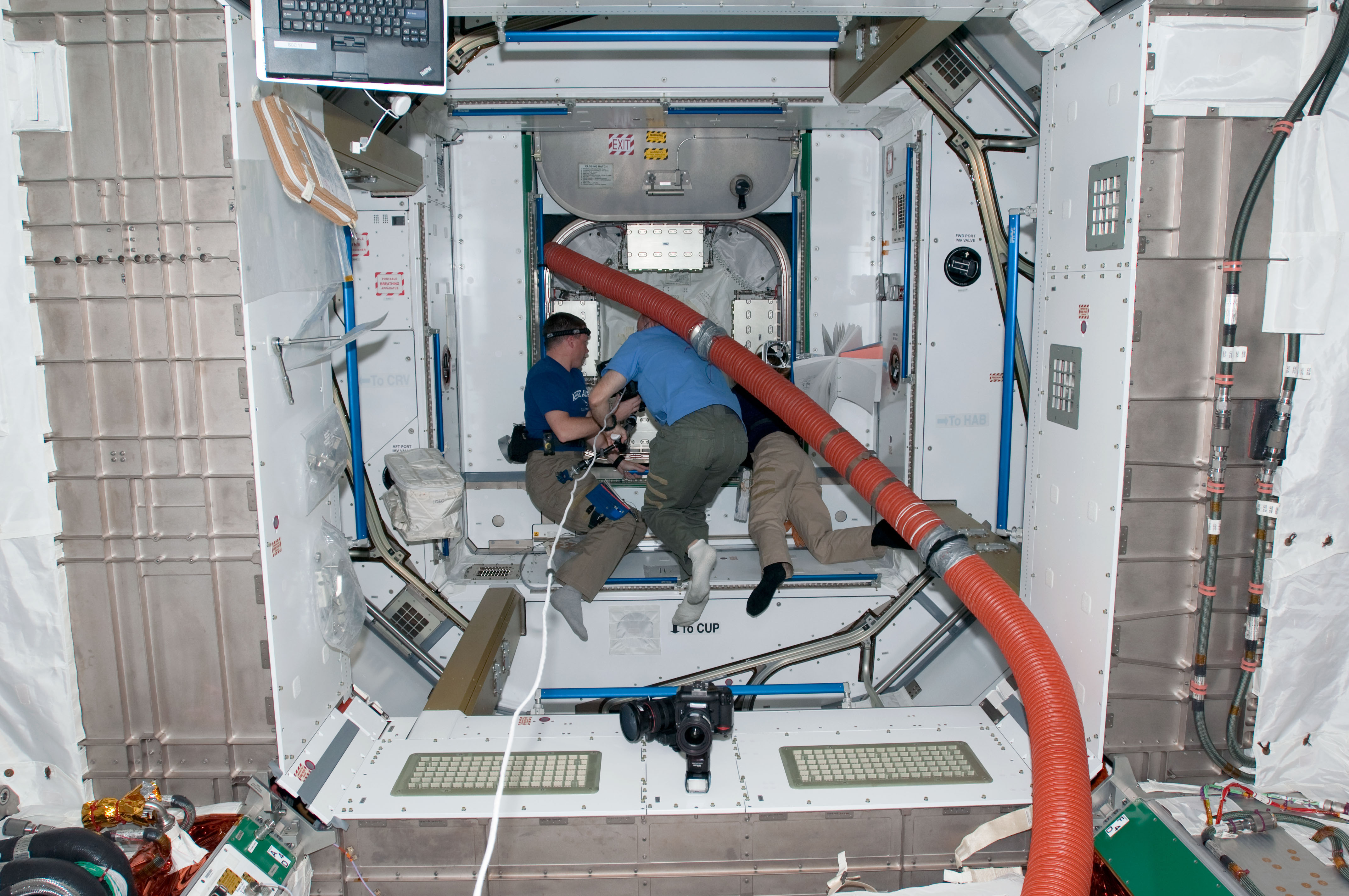
Interior del Tranquility

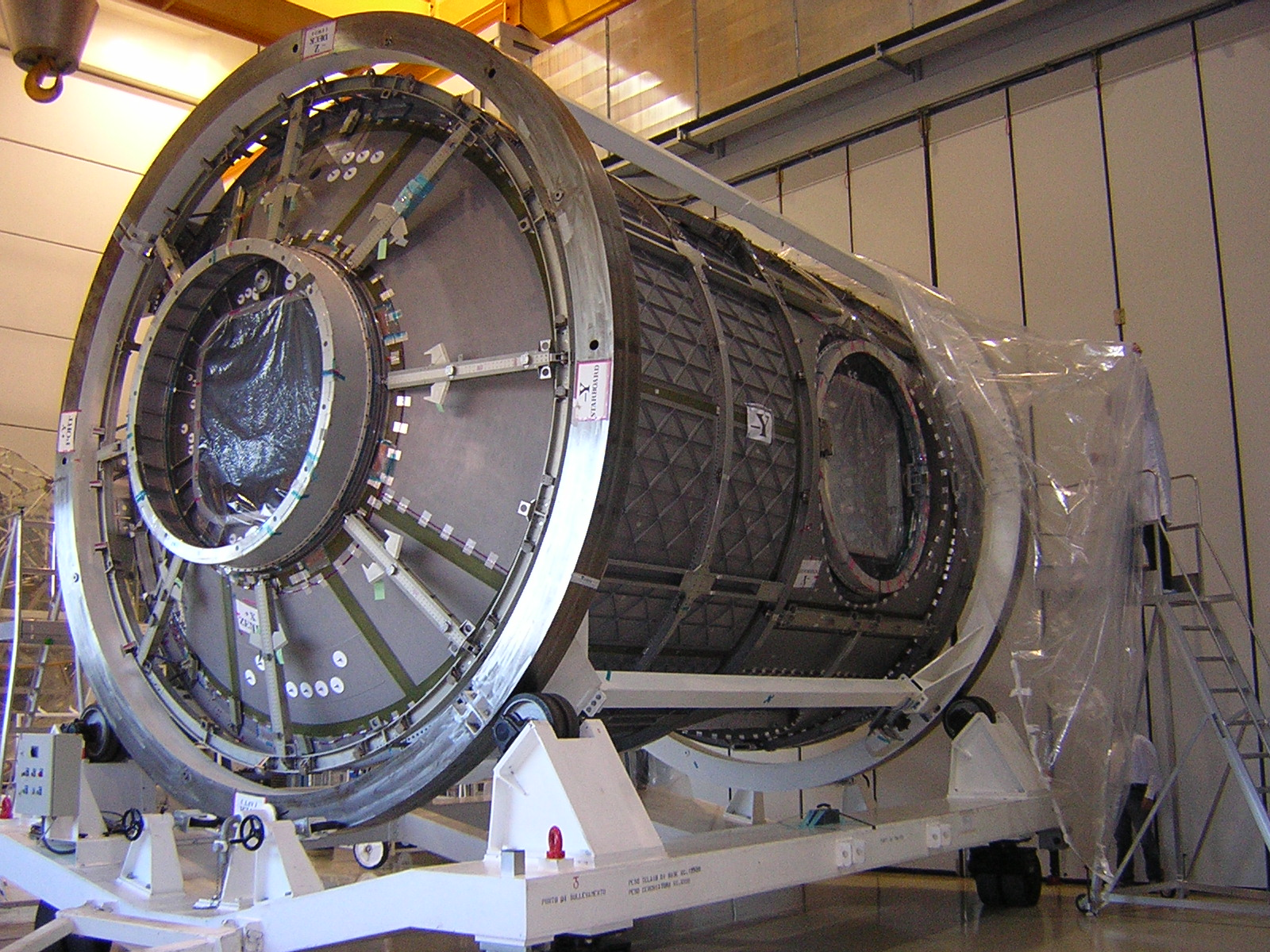
El nodo Tranquility durante las fases iniciales de fabricación

Tranquility fue construido en el marco de un acuerdo ESA-NASA sobre la ISS en el que la ESA construiría y pagaría por los módulos Harmony y Tranquility, así como el ATV para poder utilizar las instalaciones de la NASA en la ISS, enviar astronautas al transbordador y otros servicios. La ESA fabricó ambos módulos junto con la Agencia Espacial Italiana (ASI) en las instalaciones de Thales Alenia Space en Turín, Italia. El módulo está construido con aluminio 2219 y su escudo está hecho de aluminio 6061 endurecido. El metal está tratado con calor para que tenga una resistencia similar al acero inoxidable.
Tranquility incorpora seis puertos de atraque con corriente, datos, control ambiental y accesos para la tripulación a otros módulos o vehículos. Uno de los puertos está ocupado por la Cupola, que contiene los controles de los diferentes robots que operan en el exterior durante la construcción y mantenimiento de la ISS, y ofrece una vista inigualable de la Tierra. Tranquility fue lanzado con la Cupola acoplada en el CBM de babor. Tras atracar el Tranquility al CBM de babor del Unity, la Cupola fue trasladada al puerto nadir del Tranquility, donde permanecerá.
El módulo tiene tres puertos de atraque redundantes que no estaba previsto que se utilizasen antes del final del programa del transbordador; aun así también tiene un Power Data Grapple Fixture reservado para el Dextre, que se encuentra en el puerto cénit. En la configuración actual de la ISS, el Tranquility está acoplado a babor del Unity. Es por eso que los tres puertos que no están en uso se desactivaron, ya que su cercanía con otros módulos de la estación impedía su uso, así como el PMA-3, que fue trasladado del Harmony al Tranquility para almacenamiento. En aquel tiempo, ese traslado fue necesario porque la NASA decidió dejar el Multi-Purpose Logistics Module (MPLM) Leonardo permanentemente acoplado a la ISS, concretamente en el puerto nadir del Unity.
En 2001, la NASA consideró un cambio en el diseño del módulo. La idea de un módulo más alargado fue el resultado de la cancelación del Habitation Module. La versión extendida habría tenido cabida para hasta 16 racks, en comparación con la capacidad base de ocho. Esta modificación nunca fue financiada y los planes fueron abandonados.

## Propósito

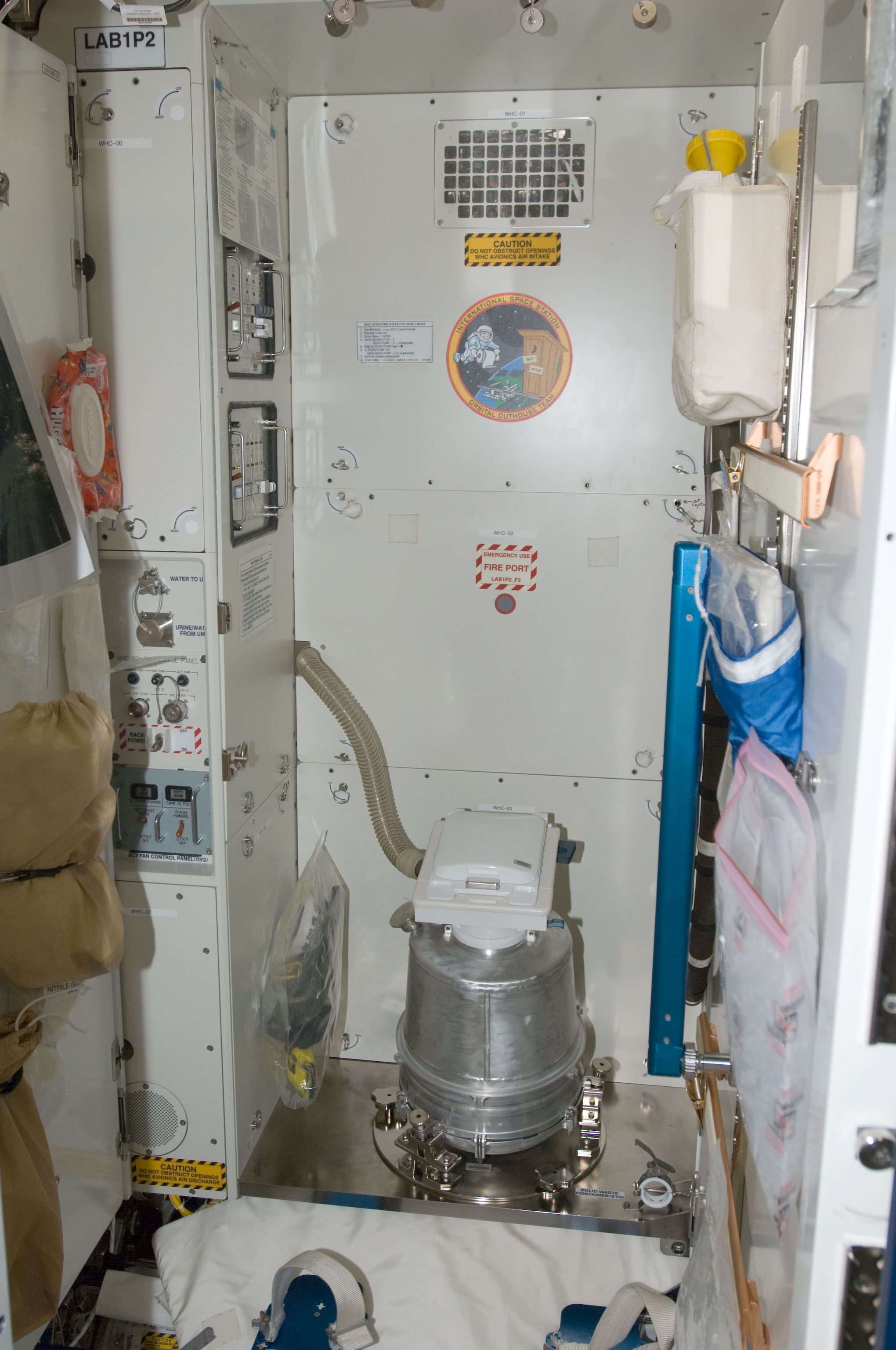
Space toilet inside Node 3, after relocation from the U.S. lab

El sistema de soporte vital (ECLSS) del módulo recicla el agua desechada para su uso por la tripulación y genera el oxígeno que respiran. Además, el Tranquility contiene un sistema que elimina contaminantes de la atmósfera de la ISS y monitoriza su composición. Tranquility también contiene un "Waste and Hygiene Compartment" (retrete) utilizado por la tripulación.
Tranquility se utiliza principalmente para hacer ejercicio, almacenaje y trabajos robóticos junto con la Cupola.

## Lanzamiento, atraque y conexión a otros componentes

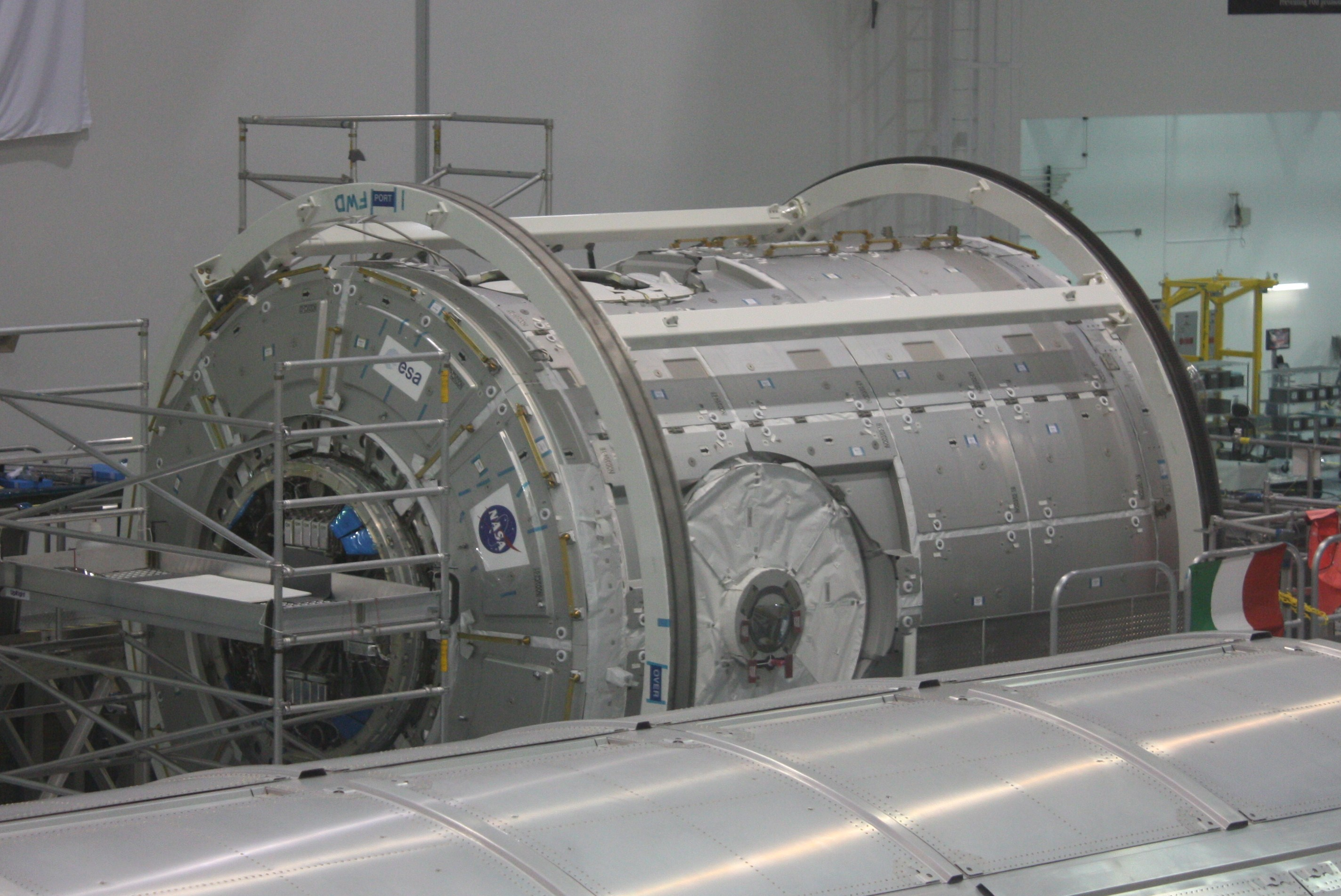
Tranquility in the SSPF

Tranquility se encontraba en la sala blanca de las instalaciones de Thales Alenia Space en Turín hasta 2009. Fue enviado al Kennedy Space Center (KSC) el 17 de mayo de 2009 y llegó a Florida el 20 del mismo mes. Fue recibido oficialmente en el KSC el 8 de junio de 2009.
Tranquility fue lanzado el 8 de febrero de 2010 a bordo de la misión STS-130 del Endeavour. Fue atracado al lateral de babor del Unity el 12 de febrero de 2010.
Para hacer hueco a la Dragon 2 de SpaceX y la Boeing Starliner del Programa de Tripulación Comercial que debían estar operacionales en 2017, las tripulaciones de la ISS comenzaron a trabajar en marzo de 2015 para reconfigurar la estación. Como parte de estos trabajos, el Adaptador de Acoplamiento Presurizado-3 de babor del Tranquility fue trasladado al puerto cénit del Harmony, encima del PMA-2, para servir como repuesto para estos vehículos. Además, el 27 de mayo de 2015 el Leonardo fue trasladado del puerto nadir del Unity, al puerto frontal del Tranquility para liberar espacio en el Unity como puerto de repuesto para las misiones de carga de SpaceX y Orbital Sciences dentro de los Servicios Comerciales de Abastecimiento.
En abril de 2016, como parte de la carga de la misión SpaceX CRS-8, el Módulo de Actividad Ampliable de Bigelow (BEAM) fue acoplado al Tranquility en su puerto trasero para una estancia estimada de dos años.
Babor
- PMA-3, 2010–2017
- Nanoracks Bishop Airlock, 2020-presente

Estribor
- Unity, 2010–presente

Frontal
- Leonardo, 2015–presente

Trasero
- Módulo de Actividad Ampliable de Bigelow (BEAM), 2016–presente[14]

Nadir
- Cupola, 2010–presente

## Origen del nombre
NASA realizó una encuesta online para nombrar al Nodo 3. Los usuarios tenían permitido elegir entre cuatro nombres sugeridos (Earthrise, Legacy, Serenity, y Venture), o introducir uno propio. Al principio de la votación, los fans de la serie de ciencia ficción Firefly le dieron un empujón hasta la cima a "Serenity" con un 86%, que también era el nombre de la nave en la serie y película con el mismo nombre. En el episodio del 3 de marzo de 2009 de The Colbert Report, el presentador Stephen Colbert indicó a sus espectadores que sugirieran "Colbert" como el nombre para el Nodo 3 en la encuesta.
Tras la llamada de Colbert, varios otros grupos intentaron influenciar el resultado. Por ejemplo, varios grupos ecologistas promovieron el nombre "Amazonia", por la Selva del Amazonas. Dijeron que el nombre era más apropiado dado que el Nodo 3 contendría el sistema de control ambiental de la estación. El cómico Dave Barry pidió a los lectores de su blog que lo nombraran "Buddy", que acabó en sexto puesto. Gaia Online pidió a sus usuarios que "Enviaran a Gaia al Espacio" nombrando el nodo "Gaia", en referencia a la diosa griega del planeta Tierra, y "Gaia" acabó tercero entre los nombres sugeridos por el público. Otras sugerencias populares entre los usuarios fueron "myYearbook", "SocialVibe", "Ubuntu", y el nombre del dios de la Cienciología: "Xenu".
"Serenity" acabó el primero entre los nombres sugeridos por la NASA con el 70% de los votos, pero terminó segundo en general perdiendo frente a "Colbert" por más de 40 000 votos. Aun así, en las reglas del concurso la NASA se reservaba el derecho a decidir el nombre final a pesar de que se tengan en cuenta los resultados de la encuesta. El 6 de abril de 2009, Stephen Colbert, bromeando, amenazó con una demanda si el nodo no recibía su nombre. Además, el congresista Chaka Fattah declaró que cuidar la democracia y los resultados de las votaciones no debía ser algo limitado a la Tierra y que planeaba utilizar su poder para forzar a la NASA a respetar los resultados.
El 14 de abril de 2009, la astronauta Sunita Williams apareció en The Colbert Report, y anunció que el nombre del nodo sería Tranquility. El nombre fue elegido en honor del primer alunizaje, Apollo 11 en el Mar de la Tranquilidad. De todas formas, la cinta de correr que utilizan los astronautas fue nombrada "C.O.L.B.E.R.T." que significa "Combined Operational Load Bearing External Resistance Treadmill" y se encuentra en el Tranquility. Colbert estaba emocionado y aceptó la oferta contento. La cinta viajó a bordo de la misión STS-128 el 28 de agosto de 2009 y fue instalada en el Tranquility durante la STS-130.

## Galería

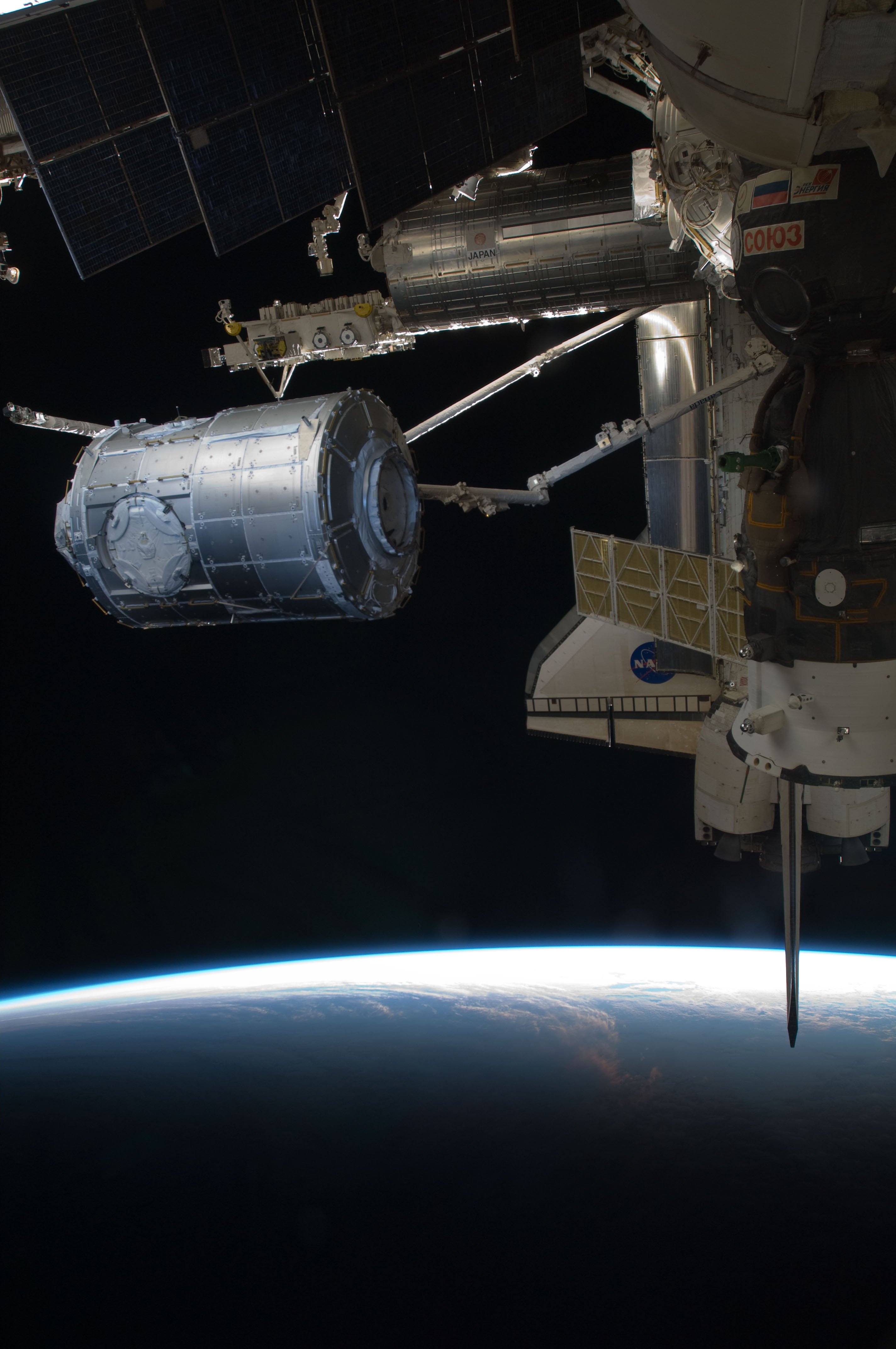
Tranquility durante el traslado desde el Endeavour a su ubicación en el nodo Unity.
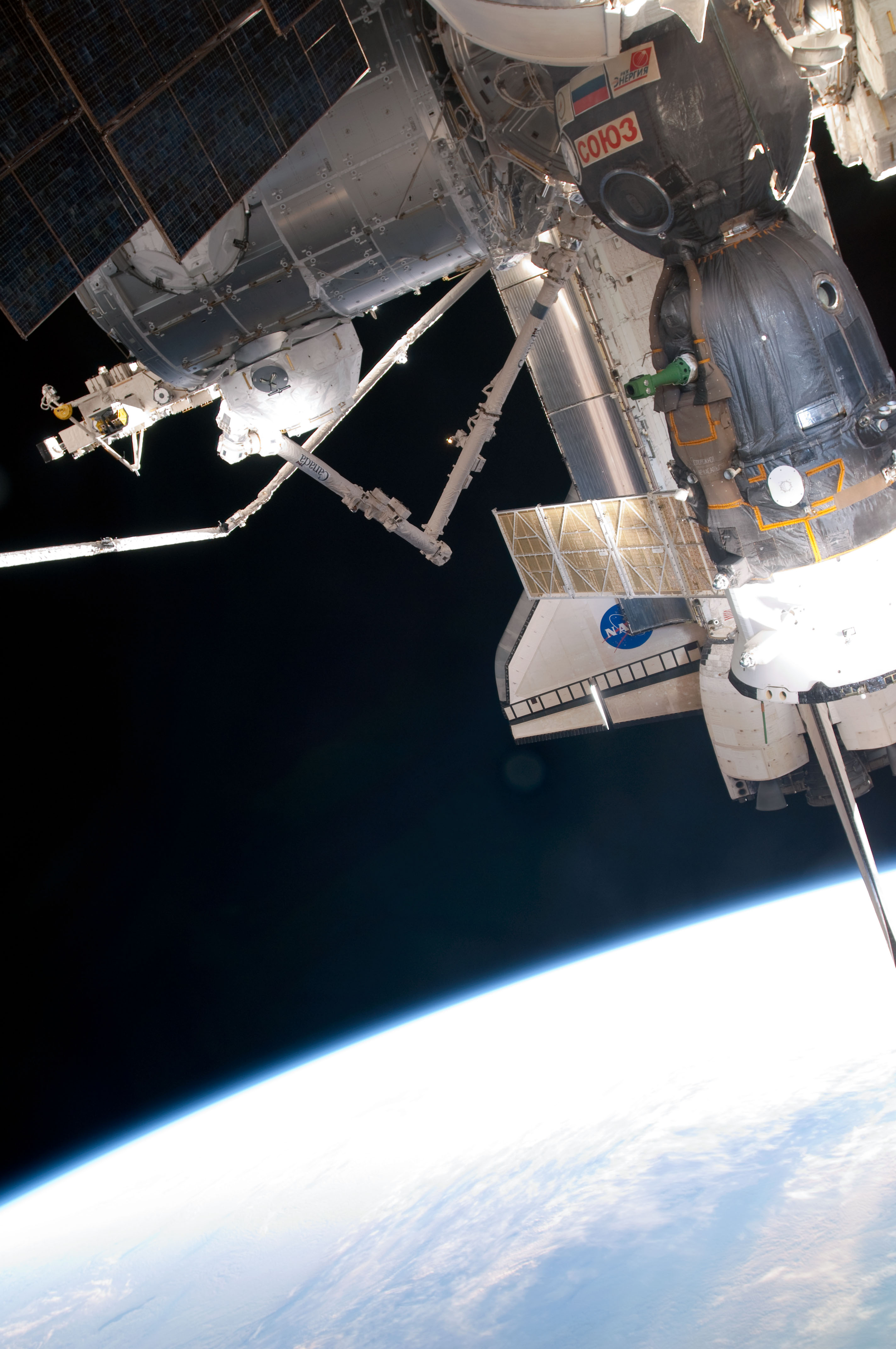
La Cupola justo después de su instalación en el puerto inferior del Tranquility.
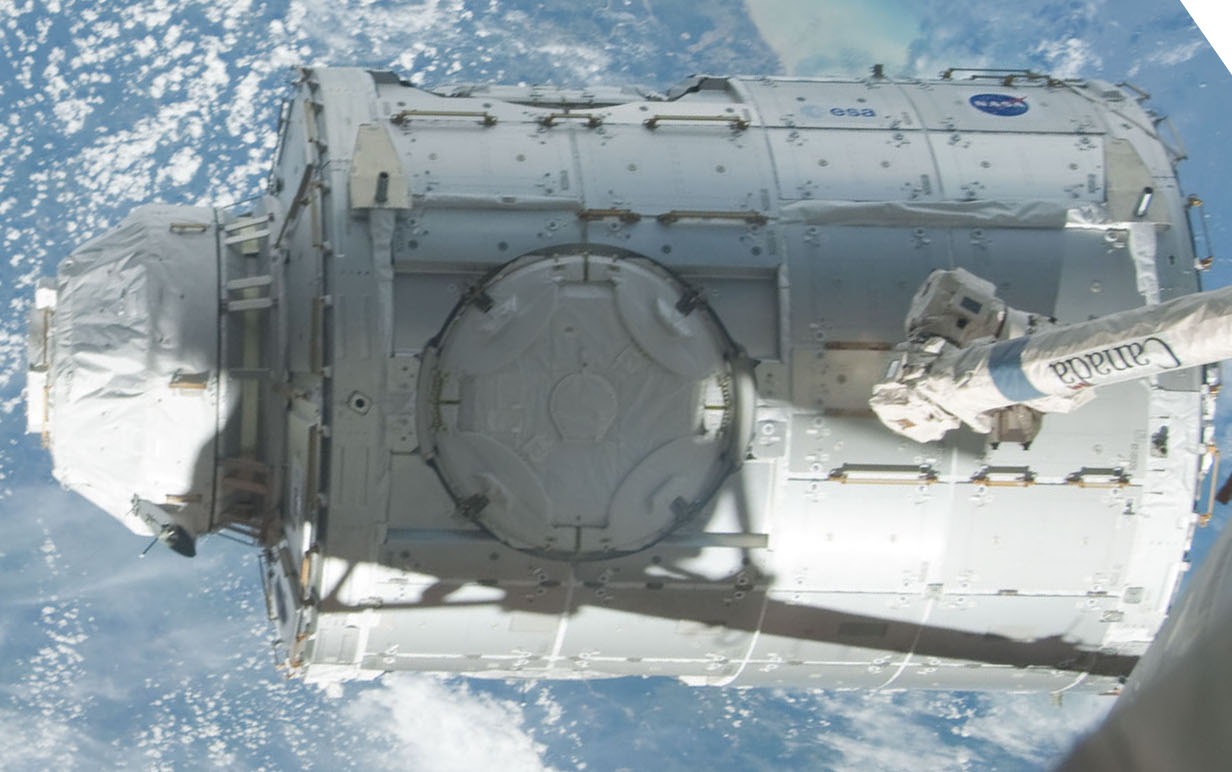
Tranquility con la Cupola acoplada.
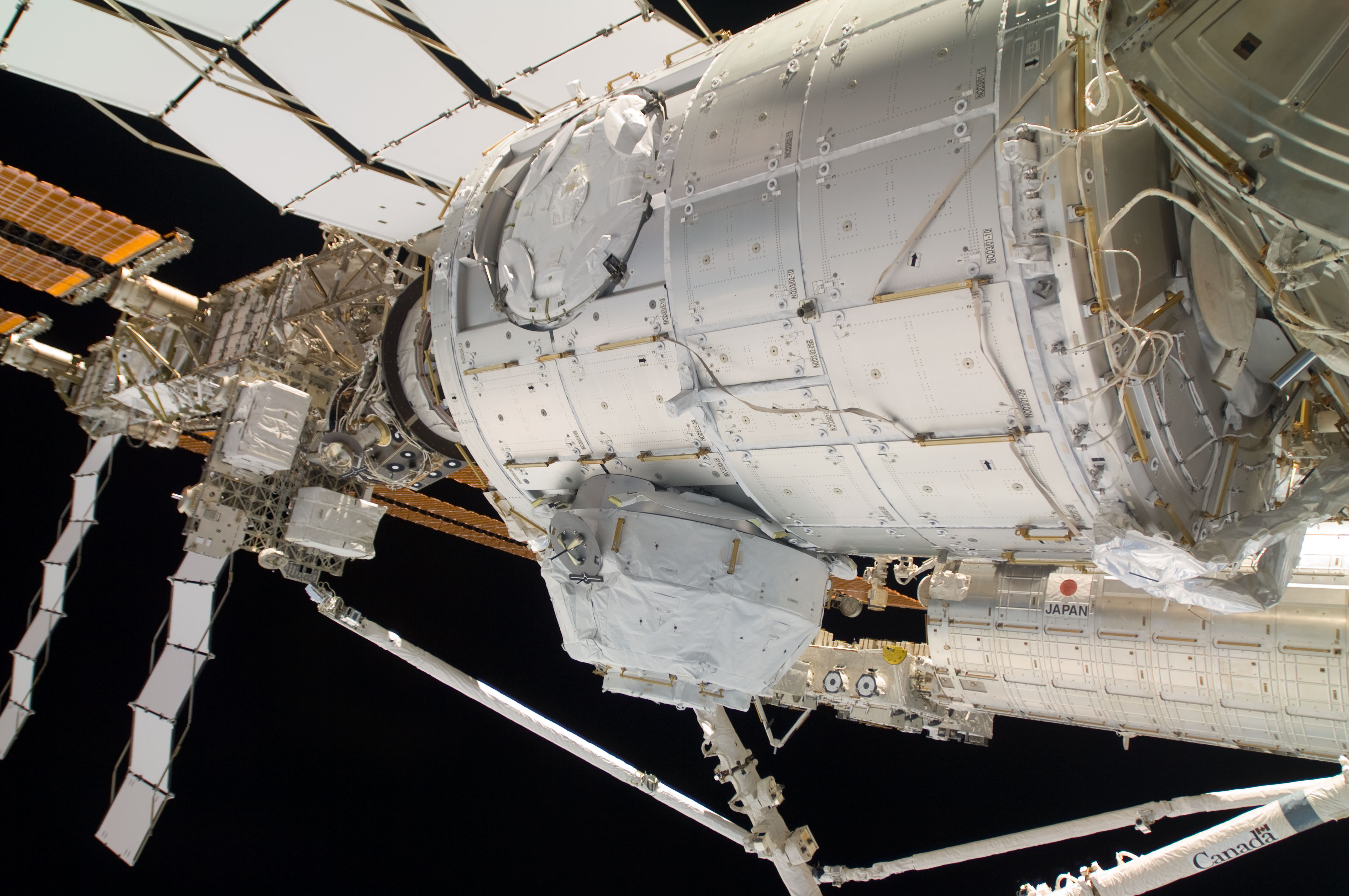
PMA-3 trasladado al final del Tranquility. La Cupola se puede observar con la cubierta protectora aún en su sitio.
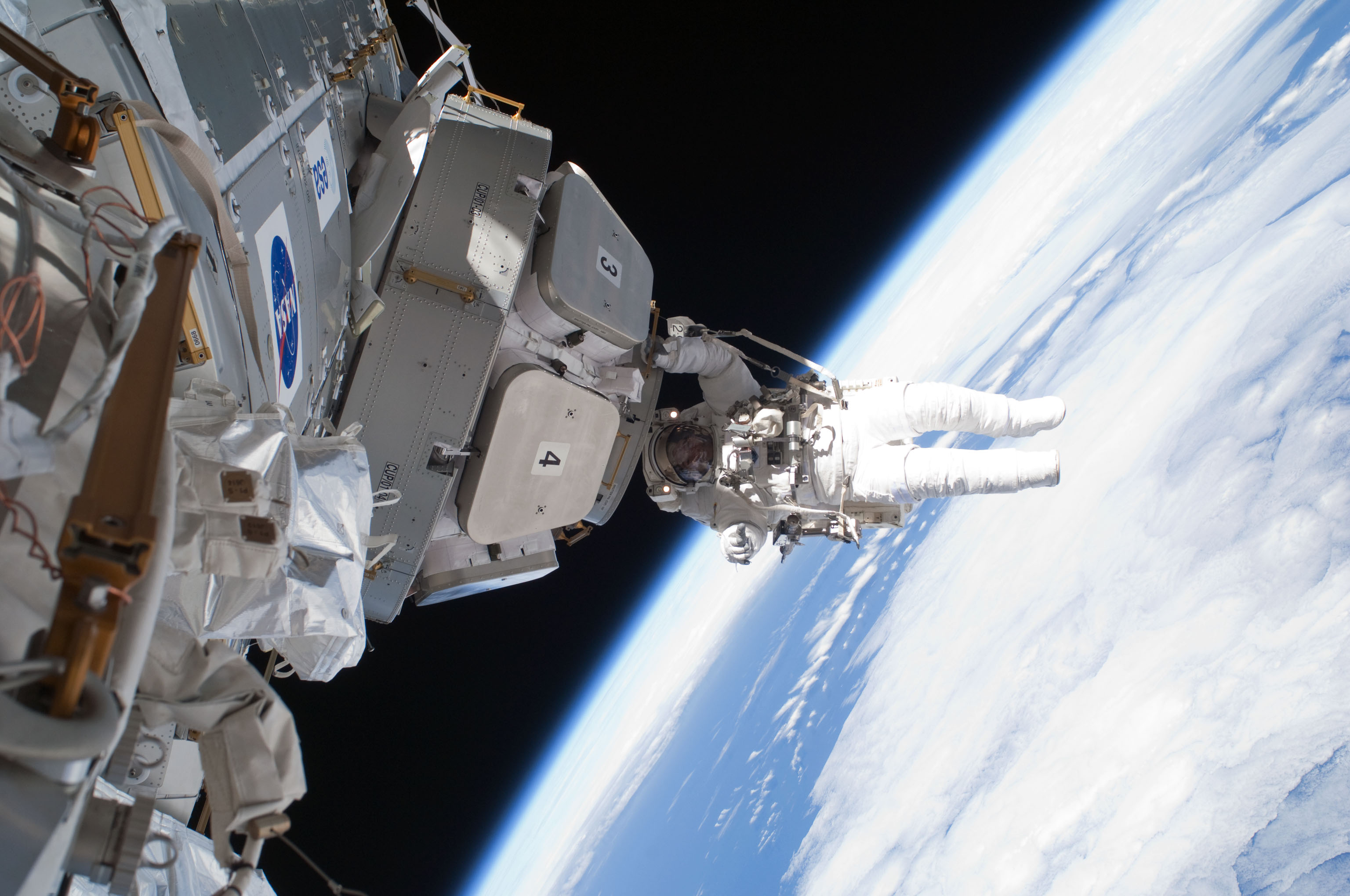
El astronauta Nicholas Patrick agarrado la Cupola tras retirar el aislamiento.
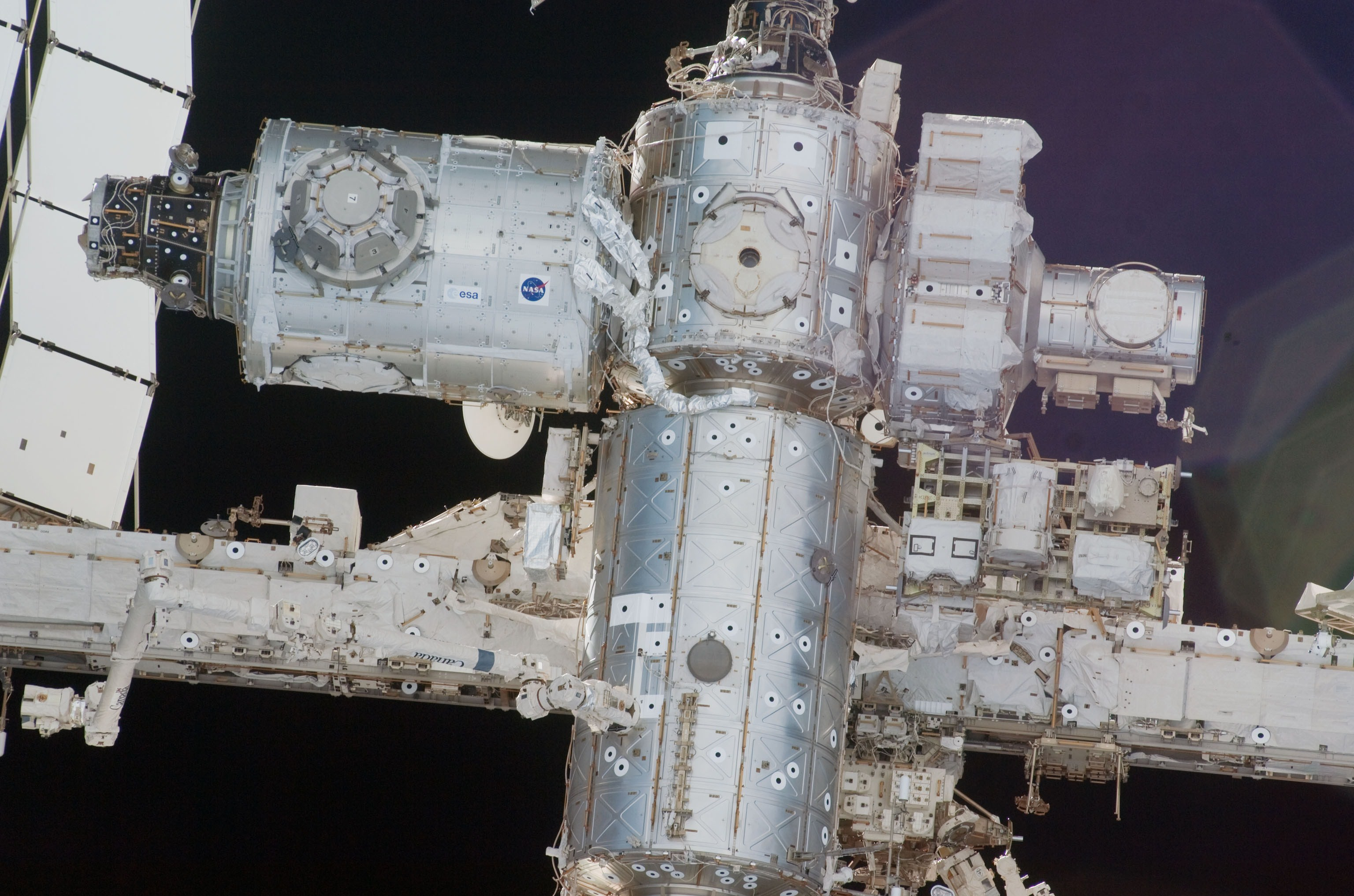
Tranquility en la esquina superior izquierda con la Cupola y el PMA-3.